# Ben Bova

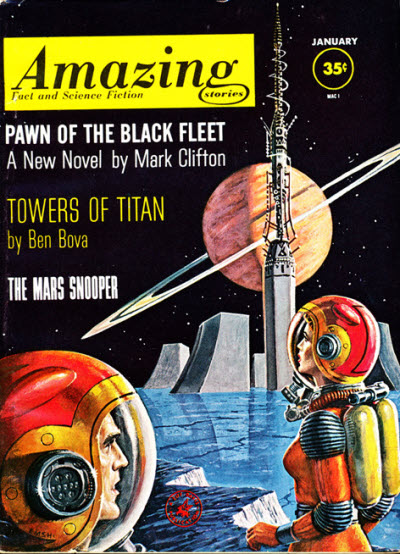
Bova The Towers of Titan című elbeszélése az Amazing Stories 1962. januári számának címlapján

Benjamin William Bova (Philadelphia, 1932. november 8. – Naples, 2020. november 29.) amerikai tudományos-fantasztikus író.

## Élete
Középiskolai tanulmányait 1949-ben fejezte be a Dél-philadelphiai Gimnáziumban. Ezután a philadelphiai Temple Egyetem hallgatója lett. Egyetemi évei alatt, 1953-ban vette feleségül Rosa Cucinottát, akitől egy fia és egy lánya született. A pár 1974-ben elvált. Bova még abban az évben feleségül vette Barbara Berson Rose-t, aki 2009. szeptember 23.-án hunyt el. Az író neki dedikálta 2011-ben megjelent Power Play című regényét.
2013 márciusában a honlapján jelentette be, hogy ismét megnősült, felesége neve Rashida Loya. Bova ateista volt, s kritikusan szemlélte a vallások megkérdőjelezhetetlen szemléletmódját. 2012-ben írt egy munkát, amelyben kifejtette, hogy az ateisták épp olyan erkölcsösek lehetnek, mint a hívők. Bova az 1980-as években ismét egyetemre ment, 1987-ben a New York-i állami egyetemen kommunikációs mesterképzést folytatott. 1996-ban a kaliforniai Coast University-n oktatói címet szerzett. Covid19 okozta tüdőgyulladásban és agyvérzésben hunyt el.

## Írói pályafutása
Az 1950-es években műszaki íróként dolgozott a Vanguard-programnál, majd az 1960-as években az Avco Everett kutatólaboratórium munkatársa lett, amely a lézerek és a folyadékdinamika területén végzett kutatásokat. John W. Campbell 1971-es halála után 1972-ben ő lett az Analog Science Fiction and Fact szerkesztője. Szerkesztői munkásságát hat Hugo-díjjal ismerték el. 1973-ban a The Starlost című televíziós sorozat tudományos tanácsadója volt. The Starcrossed című regényében, amely saját tapasztalatain is alapul Harlan Ellison, Bova barátja és kollégája is felbukkan ("Ron Gabriel" alakjában).
1974-ben Land of the Lost gyermek sci-fi sorozat The Search című epizódja forgatókönyvének társszerzője volt. 1978-ban kilépett at Analog szerkesztőségéből, 1978 és 1982 közt az Omni sci-fi magazin szerkesztését folytatta. A National Space Society tiszteletbeli elnöke, a Science Fiction and Fantasy Writers of America elnöke volt. 2000-ben az 58. sci-fi világkongresszus (Chicon 2000) íróvendége volt. 2007-ben a Stuber/Parent Productions Repo Men (2010) című filmjéhez kérte fel tanácsadónak, a film főszereplői Jude Law és Forest Whitaker voltak. Szintén 2007-ben a Silver Pictures számára nyújtott tanácsadást Richard Morgan cyberpunk regénye, az Altered Carbon filmváltozatával kapcsolatban. 2008-ban Robert A. Heinlein-díjjal tüntették ki tudományos-fantasztikus életművéért.

## Magyarul megjelent művei
- A sugárzók (novella, Galaktika 32., 1978; utánközlés: Galaktika 205., 2007)
- Csendes éj (novella, Galaktika 99., 1988)
- Géppárbaj (novella, Galaktika 115., 1990)
- Szex a súlytalanság állapotában (novella, Galaktika 116., 1990)
- Aki harmincszor látta a Gunga Dint (novella, Galaktika 120., 1990)
- Kis számítási hiba (novella, Galaktika 148., 1993)
- Kávéházi puccs (novella, Galaktika 246., 2010)
- Prioritások (novella, Galaktika 370., 2021)

## Fordítás
- Ez a szócikk részben vagy egészben  a   Ben Bova című angol Wikipédia-szócikk ezen változatának fordításán alapul.  Az eredeti cikk szerkesztőit annak laptörténete sorolja fel. Ez a jelzés csupán a megfogalmazás eredetét és a szerzői jogokat jelzi, nem szolgál a cikkben szereplő információk forrásmegjelöléseként.